# Ъшър
Ъшър (на английски: Usher), роден Ъшър Реймънд IV (на английски: Usher Raymond IV) е американски поп и арендби изпълнител, танцьор и актьор. Един от най-успешните арендби певци, продал над 60 милиона копия от албумите си. В кариерата си има 8 награди Грами.

## Кариера
Роден е в Далас с името Ъшър Реймънд IV на 14 октомври 1978. От 11-годишен участва в различни шоу програми и хип-хоп групи като танцьор и певец. Успява да пробие обаче, след като семейството му се мести в Атланта. Записва дебютния си албум Usher през 1994 на 15-годишна възраст, продуциран от рапъра Шон Комбс. Албумът не е приет добре и няма успех.
С втория си албум My Way, излязъл през 1997 обаче Ъшър прави фурор и става популярен в цял свят. Първият сингъл „You Make Me Wanna“ дълго време е начело на световните класации и става платинен в САЩ. С него Ъшър печели две награди Грами (най-добро арендби парче и най-добър арендби певец).
All About You, третият албум на Ъшър, излиза през 2001 и няма успеха на предишния. Продуцентите, разочаровани от хладния прием, даже променят името на албума на 8701 в опит да съживят продажбите. Най-успешният сингъл от албума е „U Remind Me“.
Четвъртият албум Confessions, излязъл през 2004 е най-успешният в кариерата на Ъшър. Продава се в над 15 милиона копия, а три сингъла превземат първото място в Billboard Hot 100. Дебютният сингъл „Yeah!“ е три месеца начело в класацията и е най-продаваният в албума.
През 2008 излиза петият албум на Ъшър Here I Stand. Най-успешният сингъл от албума е „Love in this club“ и бързо превзема световните класации.
Шестият албум на Ъшър Raymond vs. Raymond е планиран да излезе на 8 декември 2009 в САЩ. Дебютният сингъл „Papers“ се върти от октомври по медиите. Албумът е пуснат в продажба през март 2010 и веднага дебютира на първо място е класацията на Billboard 200 под номер едно с 329 000 продадени копия само през първата седмица. Албумът е продаден в над 7 милиона копия и влиза в десетката на най-продаваните музикални албуми на 2010. Освен дебютния Papers и други два сингъла оглавяват класациите – Hey Daddy и OMG, където пее с Will.i.am от Блек Айд Пийс.
Ъшър има две деца.

## Други изяви
Освен с музика, Ъшър участва и в няколко холивудски продукции. Дебютира на голям екран през 1998 в хорър филма „Факултетът“.
Като голям фен на баскетбола е съсобственик на отбора от НБА „Кливлънд Кавалиърс“. Притежава и верига ресторанти.
Пее на церемонията по встъпване в длъжност на американския президент Барак Обама на 18 януари 2009.